# Flattjärnen, Gästrikland
Flattjärnen är en sjö i Ockelbo kommun i Gästrikland och ingår i Gavleåns huvudavrinningsområde. Sjön har en area på 0,0487 kvadratkilometer och ligger 218,1 meter över havet.

## Delavrinningsområde
Flattjärnen ingår i det delavrinningsområde (675024-153760) som SMHI kallar för Mynnar i Tansbäcken. Medelhöjden är 225 meter över havet och ytan är 1,37 kvadratkilometer. Räknas de 3 avrinningsområdena uppströms in blir den ackumulerade arean 9,52 kvadratkilometer. Vattendraget som avvattnar avrinningsområdet har biflödesordning 3, vilket innebär att vattnet flödar genom totalt 3 vattendrag innan det når havet efter 87 kilometer. Avrinningsområdet består mestadels av skog (54 procent) och sankmarker (20 procent). Avrinningsområdet har 0,05 kvadratkilometer vattenytor vilket ger det en sjöprocent på 3,7 procent.